# 恩戈-凱通賈州

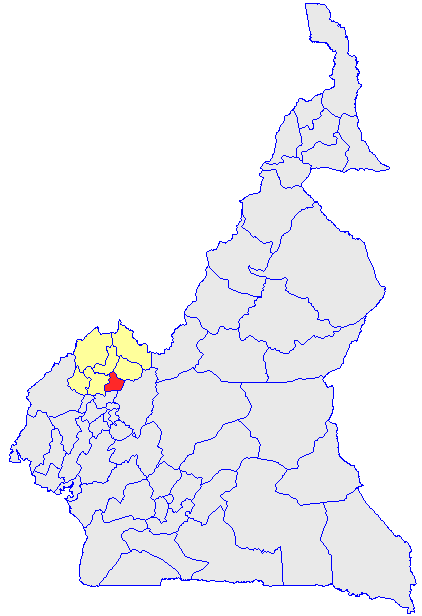

恩戈-凱通賈州（法語：Ngo-Ketunjia）是喀麥隆的58個州份之一，位於該國西北部，由西北區負責管轄，西面是梅贊州，面積1,126平方公里，2001年人口174,173，人口密度每平方公里154.7人。